# Destral de bomber

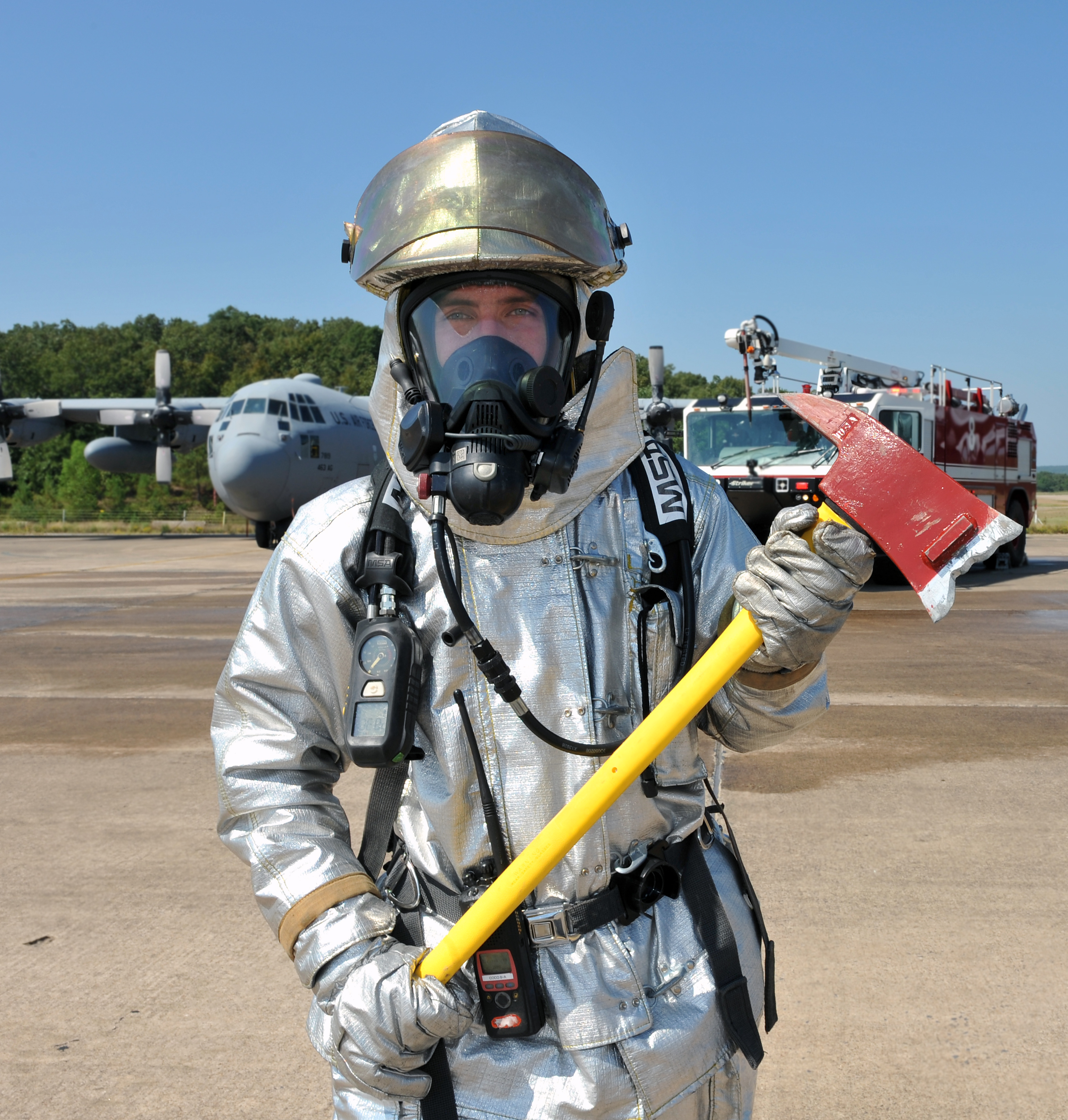
Bomber amb una destral

La destral de bomber és una eina formada per una fulla plana d'acer en un cap, proveïda de tall, i per una peça acabada en punta a l'altre, amb un mànec encaixat en l'ull que hi ha entre els extrems, la qual, per la llargada i pes, s'ha d'empunyar amb les dues mans.
Hi ha diversos tipus de destrals de bombers; les dues més utilitzades són la destral de foc de cap pla i la destral de cap de pic. Es pot utilitzar per trencar finestres o portes per entrar, o per tallar forats en un sostre per a la ventilació. La destral de bomber amb cap pla es pot utilitzar com a eina de cop sola o juntament amb altres eines de bomber.